# Hypsibius microps
Hypsibius microps är en djurart som tillhör fylumet trögkrypare, och som beskrevs av Thulin 1928. Hypsibius microps ingår i släktet Hypsibius och familjen Hypsibiidae. Arten är reproducerande i Sverige. Inga underarter finns listade i Catalogue of Life.